# Faro de San Agustín
El faro de San Agustín está situado en la localidad de Ortiguera, concejo de Coaña (Principado de Asturias, España), en la margen occidental de la entrada a la ría de Navia. Su titularidad está adscrita a la Autoridad Portuaria de Avilés.

## Historia
Fue construido en 1973, en sustitución de una antigua baliza. Se encuentra en un entorno ajardinado al lado de la Ermita de San Agustín. La torre es cilíndrica, con rayas horizontales blancas y negras.

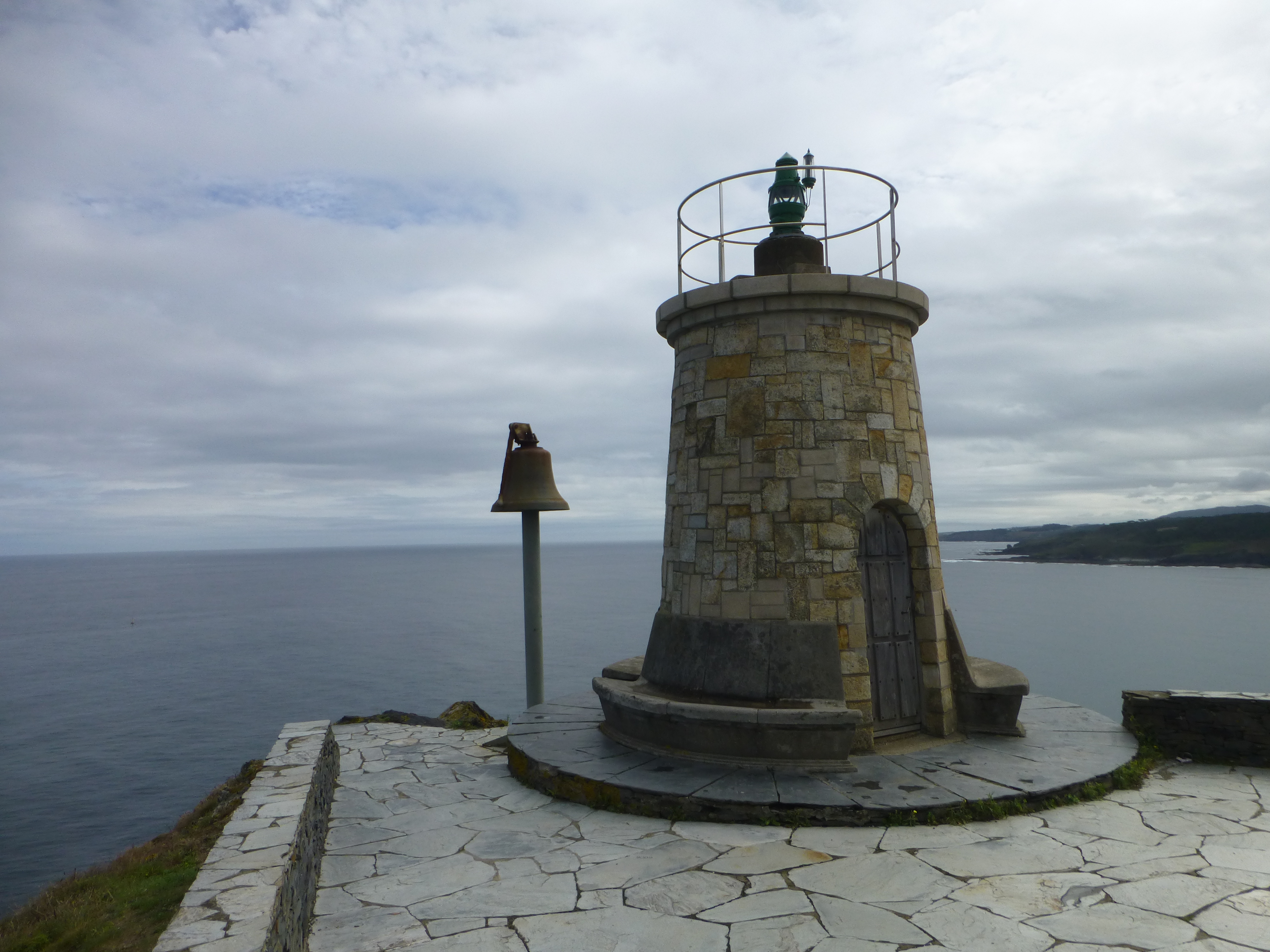
El faro viejo, con la campana para momentos de niebla